# Панзоотия
Панзоотия (на гръцки: παν-, pan – „всички“ и на гръцки: ζῷον, zoon – „животно“) е необичайно широко разпространение на инфекциозно заболяване сред животните, което обхваща територията на цяла страна, няколко страни и дори цял или няколко континента. Това е висша степен на епизоотия. Терминът е равнозначен с пандемия, който описва хода на инфекциозно заболяване при хората. Често поради незнание вместо панзоотия се използва термина пандемия.
Панзоотиите могат да възникнат при следните три условия:
- поява на нова, неизвестна инфекциозна болест;
- заразяват се повече от един вид животни, а заболяването протича тежко;
- причинителят на заболяването лесно се разпространява след животните като вирулентността му се усилва.

Шапът и птичият грип са сред най-известните заболявания при животните, които са предизвиквали няколко панзоотични вълни.